# Nuoto ai campionati europei di nuoto 2022 - 50 metri farfalla femminili
La gara dei 50 metri farfalla femminili dei campionati europei di nuoto 2022 si è svolta il 12 e il 13 agosto 2022. Al mattino del 12 agosto si sono svolte le batterie e nel pomeriggio le semifinali, mentre la finale si è disputata nel pomeriggio del 13 agosto.

## Podio
| Pos.    | Atleta          | Nazione     |
| ------- | --------------- | ----------- |
| Oro     | Sarah Sjöström  | Svezia      |
| Argento | Marie Wattel    | Francia     |
| Bronzo  | Maaike de Waard | Paesi Bassi |

## Record
Prima della manifestazione il record del mondo (RM), il record europeo (EU) e il record dei campionati (RC) erano i seguenti.
|  | 24"43 | Sarah Sjöström | 5 luglio 2014 Borås    |
|  | 24"43 | Sarah Sjöström | 5 luglio 2014 Borås    |
|  | 24"87 | Sarah Sjöström | 18 agosto 2014 Berlino |

Durante la competizione non sono stati migliorati record.

## Risultati

### Batterie
| Pos. | Batteria | Corsia | Atleta                      | Nazionalità          | Tempo       | Note |
| ---- | -------- | ------ | --------------------------- | -------------------- | ----------- | ---- |
| 1    | 4        | 4      | Sarah Sjöström              | Svezia               | 25"30       | Q    |
| 2    | 3        | 4      | Marie Wattel                | Francia              | 25"72       | Q    |
| 3    | 3        | 3      | Louise Hansson              | Svezia               | 25"88       | Q    |
| 4    | 3        | 5      | Sara Junevik                | Svezia               | 25"96       |      |
| 5    | 4        | 5      | Maaike de Waard             | Paesi Bassi          | 26"01       | Q    |
| 6    | 4        | 3      | Silvia Di Pietro            | Italia               | 26"06       | Q    |
| 7    | 2        | 6      | Kim Busch                   | Paesi Bassi          | 26"22       | Q    |
| 8    | 3        | 6      | Paulina Peda                | Polonia              | 26"26       | Q    |
| 9    | 2        | 4      | Anna Ntountounaki           | Grecia               | 26"35       | Q    |
| 10   | 3        | 2      | Anna Dowgiert               | Polonia              | 26"40       | Q    |
| 11   | 2        | 5      | Tessa Giele                 | Paesi Bassi          | 26"44       |      |
| 12   | 4        | 6      | Julie Kepp Jensen           | Danimarca            | 26"47       | Q    |
| 13   | 2        | 3      | Béryl Gastaldello           | Francia              | 26"52       | Q    |
| 14   | 4        | 7      | Costanza Cocconcelli        | Italia               | 26"74       | Q    |
| 15   | 2        | 7      | Maria Ugolkova              | Svizzera             | 26"75       | Q    |
| 16   | 3        | 7      | Roos Vanotterdijk           | Belgio               | 26"76       | Q    |
| 17   | 4        | 2      | Elena Di Liddo              | Italia               | 26"91       |      |
| 18   | 2        | 2      | Lana Pudar                  | Bosnia ed Erzegovina | 26"96       | Q    |
| 19   | 4        | 1      | Elisabeth Ebbesen           | Danimarca            | 26"99       | Q    |
| 20   | 4        | 8      | Danielle Hill               | Irlanda              | 27"10       |      |
| 21   | 3        | 1      | Julia Maik                  | Polonia              | 27"15       |      |
| 22   | 2        | 1      | Tamara Potocká              | Slovacchia           | 27"16       |      |
| 23   | 3        | 8      | Julia Ullmann               | Svizzera             | 27"24       |      |
| 24   | 1        | 6      | Tjaša Pintar                | Slovenia             | 27"39       |      |
| 25   | 1        | 4      | Anna Hadjiloizou            | Cipro                | 27"51       |      |
| 26   | 2        | 0      | Amina Kajtaz                | Croazia              | 27"56       |      |
| 27   | 3        | 9      | Ieva Maļuka                 | Lettonia             | 27"57       |      |
| 28   | 4        | 0      | Jenna Laukkanen             | Finlandia            | 27"61       |      |
| 29   | 4        | 9      | Laura Lahtinen              | Finlandia            | 27"63       |      |
| 30   | 1        | 5      | Jóhanna Elín Guðmundsdóttir | Islanda              | 27"71       |      |
| 31   | 3        | 0      | Nina Stanisavljević         | Serbia               | 27"72       |      |
| 32   | 1        | 3      | Victorita Bogdaneci         | Romania              | 28"01       |      |
| 33   | 2        | 9      | Nikol Merizaj               | Albania              | 28"06       |      |
| 34   | 1        | 2      | Anastasia Tichy             | Austria              | 28"36       |      |
| 35   | 1        | 7      | Varsenik Manucharyan        | Armenia              | 28"80       |      |
| 36   | 1        | 8      | Hana Beiqi                  | Kosovo               | 29"72       |      |
| 37   | 1        | 1      | Alisa Vestergård            | Fær Øer              | 30"38       |      |
| DNS  | 2        | 8      | Laura Stephens              | Regno Unito          | Non partita |      |

### Semifinali

#### Semifinale 1
| Pos. | Corsia | Atleta               | Nazionalità | Tempo | Note |
| ---- | ------ | -------------------- | ----------- | ----- | ---- |
| 1    | 4      | Marie Wattel         | Francia     | 25"63 | Q    |
| 2    | 5      | Maaike de Waard      | Paesi Bassi | 25"97 | Q    |
| 3    | 6      | Anna Ntountounaki    | Grecia      | 26"11 | Q    |
| 4    | 3      | Kim Busch            | Paesi Bassi | 26"17 | Q    |
| 5    | 7      | Costanza Cocconcelli | Italia      | 26"64 |      |
| 6    | 2      | Julie Kepp Jensen    | Danimarca   | 26"84 |      |
| 7    | 1      | Roos Vanotterdijk    | Belgio      | 26"85 |      |
| 8    | 8      | Elisabeth Ebbesen    | Danimarca   | 26"93 |      |

#### Semifinale 2
| Pos. | Corsia | Atleta            | Nazionalità          | Tempo | Note |
| ---- | ------ | ----------------- | -------------------- | ----- | ---- |
| 1    | 4      | Sarah Sjöström    | Svezia               | 25"10 | Q    |
| 2    | 5      | Louise Hansson    | Svezia               | 25"91 | Q    |
| 3    | 2      | Anna Dowgiert     | Polonia              | 26"03 | Q    |
| 4    | 6      | Paulina Peda      | Polonia              | 26"16 | Q    |
| 5    | 3      | Silvia Di Pietro  | Italia               | 26"42 |      |
| 6    | 8      | Lana Pudar        | Bosnia ed Erzegovina | 26"56 |      |
| 7    | 7      | Béryl Gastaldello | Francia              | 26"69 |      |
| 8    | 1      | Maria Ugolkova    | Svizzera             | 27"26 |      |

### Finale
| Pos. | Corsia | Atleta            | Nazionalità | Tempo | Note |
| ---- | ------ | ----------------- | ----------- | ----- | ---- |
|      | 4      | Sarah Sjöström    | Svezia      | 24"96 |      |
|      | 5      | Marie Wattel      | Francia     | 25"33 |      |
|      | 6      | Maaike de Waard   | Paesi Bassi | 25"62 |      |
| 4    | 7      | Anna Ntountounaki | Grecia      | 25"83 |      |
| 5    | 3      | Louise Hansson    | Svezia      | 25"91 |      |
| 6    | 1      | Paulina Peda      | Polonia     | 26"01 |      |
| 7    | 8      | Kim Busch         | Paesi Bassi | 26"35 |      |
| 8    | 2      | Anna Dowgiert     | Polonia     | 26"35 |      |